# 鳥取県道・岡山県道111号神戸上新見線
鳥取県道・岡山県道111号神戸上新見線（とっとりけんどう・おかやまけんどう111ごう かどのかみにいみせん）は、鳥取県日野郡日南町から岡山県新見市に至る一般県道である。

## 概要
鳥取県日野郡日南町神戸上から岡山県新見市千屋実に至る。

### 路線データ
- 起点：鳥取県日野郡日南町神戸上（鳥取県道210号上石見黒坂停車場線交点）
- 終点：岡山県新見市千屋実（国道180号交点）

## 地理

### 通過する自治体
- 鳥取県
  - 日野郡日南町
- 岡山県
  - 新見市

### 交差する道路
| 交差する道路                    | 都道府県名 | 市町村名 | 市町村名 | 交差する場所 | 交差する場所 |
| ------------------------------- | ---------- | -------- | -------- | ------------ | ------------ |
| 鳥取県道210号上石見黒坂停車場線 | 鳥取県     | 日野郡   | 日南町   | 神戸上       | 起点         |
| 国道180号                       | 岡山県     | 新見市   | 新見市   | 千屋実       | 終点         |

### 沿線
- 花見山スキー場

### 峠
- 鳥取県
  - 桑平峠（日野郡日南町 - 岡山県新見市）